# Genovés
Genovés település Spanyolországban, Valencia tartományban. Genovés Barxeta, Benigànim, Llocnou d’En Fenollet és Xàtiva községekkel határos. Lakosainak száma 2823 fő (2024).

## Népesség
A település népessége az utóbbi években az alábbiak szerint változott:
| Lakosok száma | 2412 | 2567 | 2731 | 2791 | 2865 | 2832 | 2815 | 2842 | 2780 | 2823 |
|               | 2001 | 2004 | 2007 | 2009 | 2012 | 2014 | 2017 | 2019 | 2022 | 2024 |